# Rdeča orjakinja
Rdéča orjákinja je zvezda spektralnega razreda K ali M z zelo veliko absolutno magnitudo (izsevom) več kot približno +0,7m. Njena površinska temperatura znaša samo približno od 2000 do 4000 K. Polmeri rdečih orjakinj segajo med 10 in več kot 1000 Sončevih. Največja zvezda je VV Kefeja (VV Cephei) s skoraj 2000-kratnim Sončevim polmerom. Ob tem je povprečna gostota rdečih orjakinj pogosto dosti manjša kot pri našem Soncu. Tako je za običajne K0-orjakinje privzeta povprečna gostota od 0,0003, za M0-orjakinjo pa 0,00003 povprečne Sončeve gostote. Nadorjakinje imajo še stokrat manjšo gostoto. Pri tem se pri teh zvezdah v njihovih notranjostih dogajajo bistvene spremembe gostote. Medtem ko so notranje plasti bistveno gostejše kot pri našem Soncu, prehajajo zunanje plasti zvezde v medzvezdni prostor, tako da za razliko od Sonca nimajo ostrega roba. Rdeče orjakinje se nahajajo v desnem zgornjem predelu Hertzsprung-Russllovega diagrama (HRD). V bistvu gre za zvezde zadnjih stopenj (pozne starosti), v katerih sredicah se je vodik že pretvoril v helij. Namesto njega se v sredicah teh zvezd helij še naprej pretvarja v ogljik in še težje elemente. Večina rdečih orjakinj ni več tako zelo stabilnih kot so zvezde iz glavnega niza. Skoraj vse te orjakinje nihajo v izsevu in v spektru. Zunanje plasti rdečih orjakinj so pogosto spremenljivke, ki pulzirajo. Ker to stopnjo v razvoju zvezde zvezda zelo hitro preide, jih lahko najdemo na nebu samo en ducat. Težnostni pospešek v zunanjih plasteh teh zvezd je veliko manjši kot pri našem Soncu, stalno tečejo od teh zvezd tokovi snovi v medzvezdni prostor. Tako znaša za običajno K0-orjakinjo težnostni pospešek samo 0,005-kratno vrednost našega Sonca, za eno M0-orjakinjo pa samo 0,001-kratno vrednost. Pri nadorjakinjah je ta vrednost še celo manjša. Protuberance in zvezdni vetrovi igrajo ob tem zelo pomembno vlogo. Znane rdeče orjakinje, ki se jih da opazovati s prostim očesom, so npr. Aldebaran, Arktur, Betelgeza in Antares. Rdeče orjakinje lahko končajo, odvisno od njihove mase, kot bele pritlikavke ali v eksploziji supernove kot nevtronske zvezde ali celo kot črne luknje.
Infrardeča astronomija je odkrila, da rdeče orjakinje obdajajo izjemno obsežne plinske ovojnice, ki sevajo pri temperaturi nekaj sto K v infrardelčem delu svetlobnega spektra.
Antares je izjemno velika zvezda, rdeča nadorjakinja. Nahaja se 500 svetlobnih let stran od nas in je 700-krat večji, 15-krat masivnejši in 10.000-krat svetlejši od Sonca. Antares je najsvetlejša zvezda v ozvezdju Škorpijon in ena izmed najsvetlejših zvezd na nočnem nebu. Obdaja ga meglica iz plina (planetarna meglica), ki ga je sam izgubil zaradi močnih vetrov.
Betelgeza je 600 svetlobnih let oddaljena rdeča nadorjakinja, ki je hladnejša kot naše Sonce, bistveno masivnejša in okrog 1000-krat večja. Je najsvetlejša zvezda v ozvezdju Oriona. Ko rdeča nadorjakinja konča svojo življenjsko pot, konča v eksploziji supernove.
Rdeča orjakinja je v primerjavi z drugimi zvezdami glavnega niza zelo napihnjena zvezda in relativno nizkih temperatur. Zaradi nižjih temperatur (od 2000 do 3500 K) leži njihov maksimum sevanja v rdečem predelu spektra, ki ustreza spektralnemu razredu M, kot tudi redkejšim zvezdam razreda R, S in N. Na podlagi te napihnjenosti in s tem povezane velike površine je količina izsevane energije in s tem svetlost zelo visoka, tako da je rdeča orjakinja svetla zvezda, oz. v strokovnem izrazoslovju zvezda velikega absolutnega izseva. Zaradi svojih nizkih temperatur in velike svetlosti se rdeče orjakinje nahajajo v desnem zgornjem predelu HRD.
Rdeča barva zvezde nastane zaradi železa, ki nastane pri jedrskem zlivanju. Pri zvezdah srednje starosti (npr. pri Soncu) se bo vodik v notranjosti zvezde preoblikoval v helij. Sčasoma se zaloga vodika porabi, zaradi česar se začno v jedrih teh napihnjenih zvezd zlivati helijeva jedra v kisikova, ta pozneje v dušikova in ogljikova, vse do železa, kjer se jedrsko zlivanje konča. Razumljivo je, da se to zlivanje dogaja samo v zvezdah, ki so veliko bolj masivne od Sonca. Elementi zvezde torej postajajo vedno težji. Zaradi tega se zvezde močno napihnejo. Ko atomska jedra v jedru postanejo železna, se zlivanje ustavi, saj bi za zlivanje železa v še težje elemente potrebovale veliko veliko večjo temperaturo in tlak v notranjosti zvezde.
Veliko zvezd glavnega niza na koncu svojega razvoja postane rdeče orjakinje. Ko se v zvezdi preneha zlivati vodik, iz tega sledi z gravitacijo pogojeno krčenje jedra zvezde. S tem povezana povečana temperatura vodi v hitro razširjenje zunanjih plinskih plasti na več kot 100 polmerov Sonca. Pri tem se zvezde ohladijo in tvorijo vidno, svetlečo se zunanjo plast zvezde, ki ima zelo majhno gostoto in je le šibko gravitacijsko povezana z zvezdo. Zaradi tega se razvije močan zvezdni veter, zaradi česar so zunanje plasti zvezde izvržene v medzvezdni prostor in tvorijo v nekaj milijonih let planetarno meglico.
Ko preneha jedrsko zlivanje, rdeča orjakinja sestopi (odvisno od njene mase) in se stisne ali v belo pritlikavko (od 0,08 do 1,44 Sončevih mas), nevtronsko zvezdo (od 1,44 do 3,00) oz. v črno luknjo (masa vsaj 3,00 mas Sonca, kar je 2·1030 kg.)